# 城关镇 (桂阳县)
城关镇原属湖南省桂阳县所辖镇，2012年4月撤销。撤销前的城关镇下辖11个社区，行政区划代码为431021100。撤销时，原所辖的高码头、北关、八字塘、五云观4个社区划至新设的龙潭街道；原所辖的十字街、南塔、蔡伦井、东塔、百花、北麓、南苑7个社区划至新设的鹿峰街道。